# Iran i olympiska sommarspelen 2008
Iran i olympiska sommarspelen 2008 bestod av 55 idrottare som blivit uttagna av Irans olympiska kommitté. De deltog i 40 tävlingar i tolv sporter.

## Medaljörer
| Medalj | Namn            | Sport     | Gren                          |
| ------ | --------------- | --------- | ----------------------------- |
| Guld   | Hadi Saei       | Taekwondo | Herrarnas 80 kg               |
| Brons  | Morad Mohammadi | Brottning | Herrarnas fjädervikt, fristil |

## Badminton
- Huvudartikel: Badminton vid olympiska sommarspelen 2008
- Herrar

| Namn          | Gren   | 32-delsfinal                    | 16-delsfinal     | 8-delsfinal      | Kvartsfinal      | Semifinal        | Final            | Final |
| Namn          | Gren   | Resultat                        | Resultat         | Resultat         | Resultat         | Resultat         | Resultat         | Plats |
| ------------- | ------ | ------------------------------- | ---------------- | ---------------- | ---------------- | ---------------- | ---------------- | ----- |
| Kaveh Mehrabi | Singel | Hsieh (TPE) L 0-2 (16-21,12-21) | Gick inte vidare | Gick inte vidare | Gick inte vidare | Gick inte vidare | Gick inte vidare | 33    |

## Basketboll
- Huvudartikel: Basketboll vid olympiska sommarspelen 2008

| Lag        | V | F | PF  | PA  | PDiff | Poäng |
| ---------- | - | - | --- | --- | ----- | ----- |
| Litauen    | 4 | 1 | 425 | 400 | +25   | 9     |
| Argentina  | 4 | 1 | 425 | 361 | +64   | 9     |
| Kroatien   | 3 | 2 | 399 | 380 | +19   | 8     |
| Australien | 3 | 2 | 457 | 405 | +52   | 8     |
| Ryssland   | 1 | 4 | 387 | 406 | -19   | 6     |
| Iran       | 0 | 5 | 323 | 464 | -141  | 5     |

| 2008-08-10 |          |           |
| Ryssland   | 71 – 49  | Iran      |
| 2008-08-12 |          |           |
| Iran       | 67 – 99  | Litauen   |
| 2008-08-14 |          |           |
| Australien | 106 – 68 | Iran      |
| 2008-08-16 |          |           |
| Iran       | 82 – 97  | Argentina |
| 2008-08-18 |          |           |
| Iran       | 57 – 91  | Kroatien  |

## Bordtennis
- Huvudartikel: Bordtennis vid olympiska sommarspelen 2008
- Herrar

| Idrottare      | Gren   | Grundomgång                                               | Omgång 1             | Omgång 2             | Omgång 3             | Omgång 4             | Kvartsfinal          | Semifinal            | Final                |    |
| Idrottare      | Gren   | Motståndare Resultat                                      | Motståndare Resultat | Motståndare Resultat | Motståndare Resultat | Motståndare Resultat | Motståndare Resultat | Motståndare Resultat | Motståndare Resultat |    |
| -------------- | ------ | --------------------------------------------------------- | -------------------- | -------------------- | -------------------- | -------------------- | -------------------- | -------------------- | -------------------- | -- |
| Afshin Norouzi | Singel | Bobocica (ITA) L 2–4 7–11, 12–10, 6–11, 11–9, 4–11, 10–12 | Gick inte vidare     | Gick inte vidare     | Gick inte vidare     | Gick inte vidare     | Gick inte vidare     | Gick inte vidare     | Gick inte vidare     | 65 |

## Boxning
- Huvudartikel: Boxning vid olympiska sommarspelen 2008

| Tävlande          | Viktklass       | Sextondelsfinal      | Åttondelsfinal         | Kvartsfinal          | Semifinal            | Final                |    |
| Tävlande          | Viktklass       | Motståndare Resultat | Motståndare Resultat   | Motståndare Resultat | Motståndare Resultat | Motståndare Resultat |    |
| ----------------- | --------------- | -------------------- | ---------------------- | -------------------- | -------------------- | -------------------- | -- |
| Morteza Sepahvand | Lätt weltervikt | Hassini (TUN) W 16–4 | Gheorghe (ROU) W 8–4   | Díaz (DOM) L 6–11    | Gick inte vidare     | Gick inte vidare     | 5  |
| Mehdi Ghorbani    | Lätt tungvikt   | Negrón (PUR) L 4–13  | Gick inte vidare       | Gick inte vidare     | Gick inte vidare     | Gick inte vidare     | 17 |
| Ali Mazaheri      | Tungvikt        |                      | Chakkhiyev (RUS) L 3–7 | Gick inte vidare     | Gick inte vidare     | Gick inte vidare     | 9  |

## Brottning
- Huvudartikel: Brottning vid olympiska sommarspelen 2008

| Tävlande             | Gren                                | Kvalifikation                      | 1/8 Final                           | Kvartsfinal                                    | Semifinal                                     | Final                                          | Placering |
| Tävlande             | Gren                                | Motståndare Resultat               | Motståndare Resultat                | Motståndare Resultat                           | Motståndare Resultat                          | Motståndare Resultat                           | Placering |
| -------------------- | ----------------------------------- | ---------------------------------- | ----------------------------------- | ---------------------------------------------- | --------------------------------------------- | ---------------------------------------------- | --------- |
| Abbas Dabbaghi       | Fristil, bantamvikt                 | Bye                                | Serrano (COL) W 2–1 1–0, 1–1, 5–1   | Kudukhov (RUS) L 0–2 0–6, 0–1                  | Gick inte vidare                              | Gick inte vidare                               | 10        |
| Morad Mohammadi      | Fristil, fjädervikt                 | Bye                                | Madani (EGY) W 2–0 7–0, 2–0         | Azarbayjani (CAN) W 2–0 1–0, 1–0               | Batirov (RUS) L 0–2 0–1, 0–1                  | 3rd place match Huseynov (AZE) W 2–0 2–0, 3–1  | Brons     |
| Mehdi Taghavi        | Fristil, lättvikt                   | Bye                                | Garcia (CAN) W 2–1 0–1, 1–1, 2–0    | Şahin (TUR) L 0–2 0–3, 0–1                     | Repechage Garzón (CUB) L 1–2 4–1, 0–2, 0–2    | Gick inte vidare                               | 10        |
| Meisam Mostafa-Jokar | Fristil, weltervikt                 | Bye                                | Terziev (BUL) L 0–2 0–3, 1–3        | Gick inte vidare                               | Gick inte vidare                              | Gick inte vidare                               | 19        |
| Reza Yazdani         | Fristil, mellanvikt                 | Horbik (POL) W 2–0 1–0, 3–1        | Temrezov (AZE) L 0–6                | Gick inte vidare                               | Gick inte vidare                              | Gick inte vidare                               | 11        |
| Saeid Ebrahimi       | Fristil, tungvikt                   | Bye                                | Emara (EGY) W 2–0 4–3, 2–2          | Gogshelidze (GEO) L 0–2 0–3, 0–1               | Gick inte vidare                              | Gick inte vidare                               | 10        |
| Fardin Masoumi       | Fristil, supertungvikt              | Langowski (MEX) W 2–0 6–0, 6–0     | Akhmedov (RUS) L 0–4                | Repechage Boyadzhiev (BUL) W 2–1 0–1, 2–0, 4–2 | Repechage Mocco (USA) W 2–0 3–1, 4–1          | 3rd place match Mutalimov (KAZ) L 0–2 3–8, 1–1 | 5         |
| Hamid Sourian        | Grekisk-romersk stil, bantamvikt    | Venkov (BUL) W 4–0                 | Elwais (PLW) W 2–0 8–0, 6–0         | Mankiev (RUS) L 1–2 2–2, 1–1, 1–1              | Repechage Fris (SRB) W 2–0 5–0, 1–1           | 3rd place match Park (KOR) L 0–2 1–1, 2–2      | 5         |
| Ali Mohammadi        | Grekisk-romersk stil, lättvikt      | Kim (KOR) W 2–0 1–1, 1–1           | Siamionau (BLR) L 1–2 0–2, 4–0, 1–1 | Gick inte vidare                               | Gick inte vidare                              | Gick inte vidare                               | 11        |
| Saman Tahmasebi      | Grekisk-romersk stil, mellanvikt    | Bye                                | Daragan (UKR) W 2–1 4–0, 1–2, 3–0   | Avluca (TUR) L 0–2 2–2, 0–3                    | Gick inte vidare                              | Gick inte vidare                               | 11        |
| Ghasem Rezaei        | Grekisk-romersk stil, tungvikt      | Ežerskis (LTU) L 1–2 1–1, 2–1, 1–1 | Gick inte vidare                    | Gick inte vidare                               | Gick inte vidare                              | Gick inte vidare                               | 16        |
| Masoud Hashemzadeh   | Grekisk-romersk stil, supertungvikt | Bye                                | Baroyev (RUS) L 0–2 0–3, 0–6        | Bye                                            | Repechage Mizgaitis (LTU) L 1–2 1–1, 1–1, 1–2 | Gick inte vidare                               | 15        |

## Bågskytte
- Huvudartikel: Bågskytte vid olympiska sommarspelen 2008

- Herrar

| Namn              | Gren         | Rankingrunda | Rankingrunda | 32-delsfinal           | 16-delsfinal     | 8-delsfinal      | Kvartsfinal      | Semifinal        | Final            | Final |
| Namn              | Gren         | Poäng        | Seed         | Resultat               | Resultat         | Resultat         | Resultat         | Resultat         | Resultat         | Plats |
| ----------------- | ------------ | ------------ | ------------ | ---------------------- | ---------------- | ---------------- | ---------------- | ---------------- | ---------------- | ----- |
| Hojjatollah Vaezi | Individuellt | 604          | 63           | Champia (IND) L 98-112 | Gick inte vidare | Gick inte vidare | Gick inte vidare | Gick inte vidare | Gick inte vidare | 60    |

- Damer

| Namn         | Gren         | Rankingrunda | Rankingrunda | 32-delsfinal        | 16-delsfinal     | 8-delsfinal      | Kvartsfinal      | Semifinal        | Final            | Final |
| Namn         | Gren         | Poäng        | Seed         | Resultat            | Resultat         | Resultat         | Resultat         | Resultat         | Resultat         | Plats |
| ------------ | ------------ | ------------ | ------------ | ------------------- | ---------------- | ---------------- | ---------------- | ---------------- | ---------------- | ----- |
| Najmeh Abtin | Individuellt | 568          | 60           | Kwon (PRK) L 96-106 | Gick inte vidare | Gick inte vidare | Gick inte vidare | Gick inte vidare | Gick inte vidare | 62    |

## Cykling
- Huvudartikel: Cykling vid olympiska sommarspelen 2008

### Landsväg
| Cyklist        | Gren      | Tid           | Placering     |
| -------------- | --------- | ------------- | ------------- |
| Hossein Askari | Linjelopp | 6:34:22       | 51            |
| Hossein Askari | Tempolopp | 1:08:46.30    | 34            |
| Ghader Mizbani | Linjelopp | 6:39:42       | 78            |
| Mehdi Sohrabi  | Linjelopp | Avbröt loppet | Avbröt loppet |

## Friidrott
- Huvudartikel: Friidrott vid olympiska sommarspelen 2008

Förkortningar
- Noteringar – Placeringarna avser endast löparens eget heat
- Q = Kvalificerad till nästa omgång
- q = Kvalificerade sig till nästa omgång som den snabbaste idrottaren eller, i fältgrenarna, via placering utan att uppnå kvalgränsen.
- NR = Nationellt rekord
- N/A = Omgången ingick inte i grenen
- Bye = Idrottaren behövde inte delta i denna omgång

Herrar
Bana och landsväg
| Idrottare | Gren                  | Heat     | Heat      | Semifinal        | Semifinal        | Final            | Final            |
| Idrottare | Gren                  | Resultat | Placering | Resultat         | Placering        | Resultat         | Placering        |
| --------- | --------------------- | -------- | --------- | ---------------- | ---------------- | ---------------- | ---------------- |
| 800 m     | 1:46.10               | 6 q      | 1:46.08   | 5                | Gick inte vidare | Gick inte vidare |                  |
| 800 m     | Ehsan Mohajer Shojaei | 1:49.25  | 8         | Gick inte vidare | Gick inte vidare | Gick inte vidare | Gick inte vidare |

Fältgrenar
| Idrottare    | Gren           | Kval    | Kval      | Final            | Final            |
| Idrottare    | Gren           | Distans | Placering | Distans          | Placering        |
| ------------ | -------------- | ------- | --------- | ---------------- | ---------------- |
| Ehsan Hadadi | Diskuskastning | 61.34   | 17        | Gick inte vidare | Gick inte vidare |
| Amin Nikfar  | Kulstötning    | NM      | —         | Gick inte vidare | Gick inte vidare |
| Abbas Samimi | Diskuskastning | 59.92   | 26        | Gick inte vidare | Gick inte vidare |

Kombinerade grenar – Tiokamp
| Idrottare      | Gren     | 100 m | LJ   | SP    | HJ   | 400 m | 110H  | DT    | PV   | JT    | 1500 m  | Final | Placering |
| -------------- | -------- | ----- | ---- | ----- | ---- | ----- | ----- | ----- | ---- | ----- | ------- | ----- | --------- |
| Hadi Sepehrzad | Resultat | 10.92 | 6.80 | 16.02 | 1.90 | 50.75 | 14.64 | 50.32 | 4.00 | 49.56 | 5:06.67 | 7483  | 22        |
| Hadi Sepehrzad | Poäng    | 878   | 767  | 852   | 714  | 780   | 894   | 877   | 617  | 582   | 522     | 7483  | 22        |

## Judo
Herrar
| Idrottare             | Gren                     | Inledande omgång     | Sextondelsfinal              | Åttondelsfinal              | Kvartsfinal                 | Semifinal                  | Återkval 1                   | Återkval 2                  | Återkval 3               | Final / BM                  | Final / BM       |
| Idrottare             | Gren                     | Motståndare Resultat | Motståndare Resultat         | Motståndare Resultat        | Motståndare Resultat        | Motståndare Resultat       | Motståndare Resultat         | Motståndare Resultat        | Motståndare Resultat     | Motståndare Resultat        | Placering        |
| --------------------- | ------------------------ | -------------------- | ---------------------------- | --------------------------- | --------------------------- | -------------------------- | ---------------------------- | --------------------------- | ------------------------ | --------------------------- | ---------------- |
| Masoud Akhondzadeh    | Extra lättvikt (-60 kg)  | BYE                  | Drakšič (SLO) W 0110–0010    | Choi (KOR) L 0000–1000      | Gick inte vidare            | Gick inte vidare           | Albarracín (ARG) W 0020–0001 | Sobirov (UZB) L 0001–0010   | Gick inte vidare         | Gick inte vidare            | Gick inte vidare |
| Arash Miresmaeili     | Halv lättvikt (-66 kg)   | BYE                  | Adamiec (POL) W 0001–0000    | Uchishiba (JPN) L 0000–0020 | Gick inte vidare            | Gick inte vidare           | Jacinto (DOM) W 0011–0000    | Sharipov (UZB) L 0001–0010  | Gick inte vidare         | Gick inte vidare            | Gick inte vidare |
| Ali Maloumat          | Lättvikt (-73 kg)        | i.u.                 | Kanamaru (JPN) W 1001–0001   | Pina (POR) W 0111–0001      | Dashdavaa (MGL) W 1100–0010 | Mammadli (AZE) L 0000–1000 | BYE                          | BYE                         | BYE                      | Guilheiro (BRA) L 0000–1000 | 5                |
| Hamed Malekmohammadi  | Halv mellanvikt (-81 kg) | BYE                  | Sedej (SLO) W 1000–0000      | Camilo (BRA) L 0000–1010    | Gick inte vidare            | Gick inte vidare           | Gick inte vidare             | Gick inte vidare            | Gick inte vidare         | Gick inte vidare            | Gick inte vidare |
| Hossein Ghomi         | Mellanvikt (-90 kg)      | i.u.                 | Kazusionak (BLR) L 0000–1110 | Gick inte vidare            | Gick inte vidare            | Gick inte vidare           | Gick inte vidare             | Gick inte vidare            | Gick inte vidare         | Gick inte vidare            | Gick inte vidare |
| Mohammad Reza Roudaki | Tungvikt (+100 kg)       | BYE                  | Rybak (BLR) W 1001–0001      | Jónsson (ISL) W 1000–0001   | Gujejiani (GEO) L 0000–0011 | Gick inte vidare           | BYE                          | McCormick (USA) W 1001–0001 | Tmenov (RUS) W 1010–0001 | Brayson (CUB) L 0000–0200   | 5                |

## Rodd
Herrar
| Idrottare    | Gren          | Heat    | Heat      | Kvartsfinal | Kvartsfinal | Semifinal | Semifinal | Final   | Final     | Final |
| Idrottare    | Gren          | Tid     | Placering | Tid         | Placering   | Tid       | Placering | Tid     | Placering |       |
| ------------ | ------------- | ------- | --------- | ----------- | ----------- | --------- | --------- | ------- | --------- | ----- |
| Mohsen Shadi | Singelsculler | 7:48,24 | 5 SE/F    | BYE         | BYE         | 7:20,34   | 1 FE      | 7:06,54 | 25        |       |

Damer
| Idrottare     | Gren          | Heat    | Heat      | Kvartsfinal | Kvartsfinal | Semifinal | Semifinal | Final   | Final     | Final |
| Idrottare     | Gren          | Tid     | Placering | Tid         | Placering   | Tid       | Placering | Tid     | Placering |       |
| ------------- | ------------- | ------- | --------- | ----------- | ----------- | --------- | --------- | ------- | --------- | ----- |
| Homa Hosseini | Singelsculler | 9:02,12 | 4 FE      | BYE         | BYE         | BYE       | BYE       | 8:18,20 | 26        |       |

## Simning
- Huvudartikel: Simning vid olympiska sommarspelen 2008

## Taekwondo
| Idrottare             | Gren             | Åttondelsfinaler      | Kvartsfinaler        | Semifinaer           | Återkval             | Bronsmatch           | Final                 | Final            |
| Idrottare             | Gren             | Motståndare Resultat  | Motståndare Resultat | Motståndare Resultat | Motståndare Resultat | Motståndare Resultat | Motståndare Resultat  | Placering        |
| --------------------- | ---------------- | --------------------- | -------------------- | -------------------- | -------------------- | -------------------- | --------------------- | ---------------- |
| Reza Naderian         | Herrarnas −58 kg | Wenceslau (BRA) L 1–2 | Gick inte vidare     | Gick inte vidare     | Gick inte vidare     | Gick inte vidare     | Gick inte vidare      | Gick inte vidare |
| Hadi Saei             | Herrarnas −80 kg | Bista (NEP) W 7–0     | Zhu G (CHN) W 3–2    | Ahmadov (AZE) W 4–1  | Bye                  | Bye                  | Sarmiento (ITA) W 6–4 | 1                |
| Sara Khoshjamal Fekri | Damernas −49 kg  | Toudali (MAR) W 5–0   | Yang S-C (TPE) L 0–2 | Gick inte vidare     | Gick inte vidare     | Gick inte vidare     | Gick inte vidare      | Gick inte vidare |

## Tyngdlyftning
- Huvudartikel: Tyngdlyftning vid olympiska sommarspelen 2008